# Gare de Madera (Amtrak)
La  gare de Madera est une gare ferroviaire des États-Unis située à Madera en Californie; Elle est desservie par Amtrak. C'est une gare sans personnel.

## Histoire
Elle est mise en service en 2010.

## Service des voyageurs

### Desserte
- Ligne d'Amtrak[1] :
  - Le San Joaquins: Oakland/Sacramento - Bakersfield